# 우고 데스테

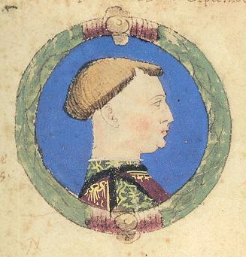

우고 데스테(Ugo d'Este, 1405년 - 1425년 5월 21일)는 니콜로 3세 데스테와 그의 애인 스텔라 데 톨로메이 사이에 태어난 아들이며, 우고 알도브란디노(Ugo Aldobrandino)라고도 알려져있다.

## 어린 시절
그가 사생아 출신임이에도, 그는 니콜로의 장자로서 아버지의 자리를 계승할 운명이였다.
그의 아버지는 그의 어머니와 결혼한 적은 없었지만; 1414년에 그가 20때에 가까운 청소년 무렵에 파르시나 말라테스타와 혼인했다. 우고는 처음에는 거의 동갑인 새어머니를 쌀쌀맞게 다뤘다.

## 잘못된 만남
그의 새어머니와 함께 여행을 하던 중인 1424년에 그들은 페라라에 돌아올 때는 부적절한 관계로 발전되었다. 다른 사료에서는 그 관계를 다른 시작이였다고도 한다: 1423년 흑사병에서 피해, 그들은 카스텔로 디 포사달베로로 대피하였고 그 작은 성에서 그들의 관계가 생겨났다고도 한다.
한 하녀가 그 연인들을 주시하던 니콜로에게 그들의 관계를 보고하였고 그들을 성에 가두고 참수형이라는 형을 부여받았다.
이 비극적인 이야기는 일부 작가들과 음악가들에게 영감을 주었다. 르네상스 이탈리아 작가 마테오 반델로는 우고와 파르시나라는 소설을 썼고, 에드워드 기번 경은 이 이야기를 그의 잡공사에서 말했으며, 조지 바이런은 1816년에 파르시나라는 시를 썼다. 펠리체 로마니의 리브레토는 1883년에 잉글랜드 시인의 시를 배경으로 가에타노 도니체티의 음악을 덧된 것인 파르시나이다. 피에트로 마스카니는 바이런의 시의 또다른 인용을 한 1912년의 가브리엘레 단눈치오가 쓴 비극 시를 배경으로 한 비극 오페라인 파르시나를 작곡했다. 또한 토마스 기리발디(1878년)의 덜 알려진 오페라와 안토니오 솜마가 쓴 비극 시도 있다.
우고가 사망 후, 또한 스텔라의 아들이였던 그의 동생 레오넬로 데스테가 아버지의 자리를 계승했다. 또 다른 동생인 보르소 데스테 역시도 나중에 페라라의 통치자가 되었다.